# Fred Mandel
Frederick Lawrence Mandel, noto come Fred Mandel (Estevan, 1953), è un tastierista canadese.

## Biografia
Mandel cominciò a suonare il pianoforte a 4 anni, prendendo poi lezioni di chitarra a 8. Con la sua famiglia, di religione ebrea ortodossa, si spostò nel 1964, a 11 anni, a Toronto, entrando a far parte della scena musicale della città.
Venne coinvolto poi nella band di Domenic Troiano, gruppo che poi venne invitato a registrare il primo progetto di Alice Cooper, con Mandel alle tastiere; dopo questa prima esperienza, il musicista venne invitato a far parte della band del cantante statunitense, prendendo parte ai concerti del cantante dal 1977 al 1980, occupandosi anche di chitarre e diventando infine direttore musicale.  In questi anni, Mandel suonò le tastiere anche per i Pink Floyd nell'album The Wall e registrò alcuni brani con Cheap Trick.
Negli anni ottanta, i Queen chiesero a Fred Mandel di collaborare con loro per l'Hot Space Tour, per promuovere Hot Space; i buoni rapporti che si instaurarono tra lui e la band fece sì che il tastierista partecipò all'album del 1984 The Works, prima significativa aggiunta al quartetto iniziale della band inglese. Mandel suonò in Man on the Prowl e in tre singoli dell'album Radio Ga Ga, Hammer to Fall e I Want to Break Free, collaborando anche nei progetti solisti di Brian May (Star Fleet Project) e Freddie Mercury (Mr. Bad Guy).
In seguito, Mandel andò in tour con Supertramp, che aveva pubblicato il disco ...Famous Last Words..., lavorando poi anche con Elton John. Nel 2013, il musicista ha collaborato con gli Anthrax al brano Smokin' dell'album Anthems, scritto originariamente dai Boston.

## Discografia parziale
- La Domenic Troiano Band: Burnin' at the Stake (1977)
- Alice Cooper: The Alice Cooper Show (1977, album live)
- Alice Cooper: From the Inside (1978)
- Pink Floyd: The Wall (1979)
- Alice Cooper: Flush the Fashion (1980)
- Brian May + Friends: Star Fleet Project (1983)
- Queen: The Works (1984)
- Freddie Mercury: Mr. Bad Guy (1985)
- Elton John: Ice on Fire (1985)
- Elton John: Leather Jackets (1986)
- Elton John: Live in Australia with the Melbourne Symphony Orchestra (1987)
- Bernie Taupin: Tribe (1987)
- Elton John: Reg Strikes Back (1988)
- Elton John: Sleeping with the Past (1989)
- Supertramp: Some Things Never Change (1997)
- Queen: Queen on Fire - Live at the Bowl (2004; materiale bonus DVD)
- Philip Sayce: Peace Machine (2009)
- Anthrax: Anthems (2013)